# UEFA Respect Fair Play ranking
UEFA Respect Fair Play Ranking é um ranking atribuído pela UEFA a clubes europeus, e que reflete a pontuação atribuída pelos delegados da UEFA nas competições europeias de clubes e selecções. O prêmio dá uma vaga extra na Liga Europa ao país mais bem ranqueado.

## Palmarés
| Temporada | Equipe 1            | Equipe 2            | Equipe 3              |
| Temporada | Equipe 1            | Empate              | Empate                |
| --------- | ------------------- | ------------------- | --------------------- |
| 1995-1996 | Viking FK           | Leeds United        | FC Avenir Beggen      |
| 1996-1997 | Malmö FF            | CSKA Moscou         | FC Jazz Pori          |
| 1997-1998 | SK Brann            | Aston Villa         | Örebro SK             |
| 1998-1999 | Aston Villa         | FinnPa Helsinki     | Molde FK              |
| 1999-2000 | Kilmarnock FC       | FK Bodø/Glimt       | Tulevik Viljandi      |
| 2000-2001 | IFK Norrköping      | Lierse SK           | Rayo Vallecano        |
| 2001-2002 | Shakhtyor Soligorsk | MyPa 47             | Matador Puchov        |
| 2002-2003 | SK Brann            | Ipswich Town FC     | Sigma Olomouc         |
| 2003-2004 | Manchester City     | Racing Club de Lens | Esbjerg fB            |
| 2004-2005 | Östers IF           | Mika Ashtarak       | Illichovets Marioupol |
| 2005-2006 | Viking Stavanger    | FSV Mainz 05        | Esbjerg fB            |
| 2006-2007 | Gefle IF            | KSV Roulers         | SK Brann              |
| 2007-2008 | BK Hacken           | MyPa 47             | Lillestrøm SK         |
| 2008-2009 | Manchester City     | Hertha Berlin       | FC Nordsjælland       |
| Temporada | Equipe 1            | Equipe 2            | Equipe 3              |
| 2009-2010 | Rosenborg BK        | Randers FC          | Motherwell            |
| 2010-2011 | Gefle IF            | Randers FC          | MyPa 47               |
| 2011-2012 | Aalesunds FK        | Fulham FC           | BK Häcken             |
| 2012-2013 | Stabæk Fotball      | MyPa                | FC Twente             |
| 2013-2014 | Gefle IF            | Tromsø IL           | IFK Mariehamn         |

## Estatísticas
| Ranking | País          | 1o | 2o | 3o |
| ------- | ------------- | -- | -- | -- |
| 1       | Noruega       | 7  | 2  | 3  |
| 2       | Suécia        | 7  | 0  | 2  |
| 3       | Inglaterra    | 3  | 4  | 0  |
| 4       | Escócia       | 1  | 0  | 1  |
| 5       | Bielorrússia  | 1  | 0  | 0  |
| 6       | Finlândia     | 0  | 5  | 2  |
| 7       | Dinamarca     | 0  | 2  | 3  |
| 8       | Alemanha      | 0  | 2  | 0  |
| 8       | Bélgica       | 0  | 2  | 0  |
| 9       | Armênia       | 0  | 1  | 0  |
| 9       | França        | 0  | 1  | 0  |
| 9       | Rússia        | 0  | 1  | 0  |
| 10      | Países Baixos | 0  | 0  | 1  |
| 10      | Ucrânia       | 0  | 0  | 1  |
| 10      | Chéquia       | 0  | 0  | 1  |
| 10      | Eslováquia    | 0  | 0  | 1  |
| 10      | Espanha       | 0  | 0  | 1  |
| 10      | Estónia       | 0  | 0  | 1  |
| 10      | Luxemburgo    | 0  | 0  | 1  |

| Ranking | Time | 1o | 2o | 3o |
| --- | ---- | -- | -- | -- |
| Gefle | 3    | 0  | 0  |    |
| Brann | 2    | 0  | 1  |    |
| Viking, Manchester City | 2    | 0  | 0  |    |
| Aston Villa | 1    | 1  | 0  |    |
| Häcken | 1    | 0  | 1  |    |
| Stabæk Fotball, Aalesunds, Rosenborg, Östers, Shakhtyor Salihorsk, Norrköping, Kilmarnock, Malmö                                                                           | 1    | 0  | 0  |    |
| MYPA | 0    | 3  | 1  |    |
| Randers | 0    | 2  | 0  |    |
| Tromsø, Fulham, Hertha Berlin, Roeselare, Mainz 05, Mika, Lens, Ipswich Town, Lierse, Bodø/Glimt, FinnPa, CSKA Moscow, Leeds United                                        | 0    | 1  | 0  |    |
| Esbjerg | 0    | 0  | 2  |    |
| Mariehamn, Twente, Motherwell, Nordsjælland, Lillestrøm, Illichivets Mariupol, Sigma Olomouc, Púchov, Rayo Vallecano, Viljandi Tulevik, Molde, Örebro, Jazz, Avenir Beggen | 0    | 0  | 1  |    |

## Ver Também
- Fair Play